# 加比奧·巴迪斯圖達
加比奧·奧馬爾·巴迪斯圖達（Gabriel Omar Batistuta，1969年2月1日—）生于阿根廷圣菲省的雷孔基斯塔，世界足壇最佳阿根廷巨星之一，已退役。曾长时间效力于意甲費倫天拿队。他場上的位置是前锋，他曾是代表阿根廷国家足球队进球数最多的球员（在2016年6月18日百年美洲杯中对决委内瑞拉时被梅西超越），也是唯一一名在两届世界杯上演“帽子戏法”即在一场比赛中打进三球的球员。他也被眾多的球迷稱為“戰神”。
退役後的巴迪斯圖達移民澳洲，居住在柏斯，2010年12月曾協助卡塔爾申辦2022年世界盃足球賽。

## 球員生涯

### 早年
巴迪斯圖達早在九歲時已加入了阿根廷的普拉滕斯（Platense）青年隊。在全省聯賽率領普拉滕斯擊敗紐維爾老男孩（Newell's Old Boys），他在比賽中兩次攻破對手大門引起對手注意，紐維爾老男孩於1988年簽下巴迪斯圖達。
在紐維爾老男孩初期巴迪斯圖達並未受到重用，加盟僅一年被外借到阿根廷布宜諾斯艾利斯的一間小球會Deportivo Italiano。1989年巴迪斯圖達轉會到阿根廷班霸河床，首季取得17個入球。但1990年巴迪斯圖達突然被教練帕薩雷拉移出先發名單，隨後被送到博卡青年，兩人均否認彼此之間有爭執，帕薩雷拉仍然多次公開稱讚他的敬業精神和突出表現，所以這件事至今仍是個謎團。在博卡青年，巴迪斯圖達在經歷過一小段慘澹的適應期之後，新任的教練塔巴雷茲做出了影響巴迪斯圖達生涯最大的變革：把他調往正中鋒的位置，令他表現有突破性成長，成為阿根廷聯賽最佳射手並協助博卡青年赢得聯賽冠軍。
1991年巴迪斯圖達被徵召入阿根廷國家隊，參加在智利舉行的美洲杯，以6球成為最佳射手。意大利球會佛罗伦萨副主席在這次大賽看中了巴迪斯圖達，把他帶到意大利中部的佛羅倫斯。儘管巴迪斯圖達在加盟首季攻入13球，但費倫天拿最終降落乙組。在乙組聯賽，巴迪斯圖達攻入16球，助費倫天拿在第二年重返意甲。

### 黃金年代
1993年巴迪斯圖達在阿根廷國家隊，贏得了在厄瓜多爾舉辦的美洲杯。可是在1994年世界盃，阿根廷國家隊因為马拉多纳服用興奮劑，全隊士氣受到影響而在十六強出局。
1994－1995年球季，巴迪斯圖達在意甲聯賽攻入26球成為最佳射手，打破了埃齐奥·帕斯库蒂（Ezio Pascutti）在30年前保持的11場比赛入球紀錄。1995－1996年赛季費倫天拿贏得了意大利杯和超級杯冠軍。由於巴迪斯圖達為費倫天拿創下球會歷來最佳成績，費倫天拿球迷遂於1996年為巴迪斯圖達豎立了銅像，以示巴迪斯圖達乃他們心目中的英雄。費倫天拿的所在地──佛羅倫斯亦把巴迪斯圖達視為全市象徵，而巴迪斯圖達亦不止一次明示他一生最忠心的乃費倫天拿。1998年世界杯足球赛巴迪斯圖達攻入5球，但阿根廷卻在八強被荷蘭以2-1擊敗。
1998年世界盃後巴迪斯圖達開始考慮轉投較大的球會。費倫天拿為了留住這位球會以至全市象徵，專門聘請了名教頭為球會教練，並且許諾不惜一切爭取聯賽冠軍，可惜又一次落空。

### 掛靴前足球事業
在1999－2000年球季費倫天拿沒有奪得聯賽冠軍後，巴迪斯圖達決定離隊，初時國際米蘭出手斟介，但球會卻把巴迪斯圖達以700億里拉轉送到羅馬，簽約三年年薪148億里拉。在羅馬第一個球季巴迪斯圖達攻入20球贏得了意甲冠軍，完了他奪得意甲冠軍的夢想。
隨著巴迪斯圖達狀態有所回落，球隊成績一直欠佳，加上巴迪斯圖達漸與隊員不和，2003年1月20日，巴迪斯圖達被羅馬租借到國際米蘭，半年後再到卡塔爾聯賽踢球。2004年他被贝利命名为当今最伟大的125位足球运动员之一。他在卡塔尔的艾阿拉比度过了他的职业足球生涯的最后一年，因为伤病困扰，他于2005年3月15日正式宣布退役。巴迪斯圖達現扮演提供咨询的角色以帮助馬來西亞柔佛足球总会物色外援。

## 资料
- 身高1米85，体重73公斤
- 妻子伊林娜（于1990年结婚），四个儿子蒂亚戈（1991年）、卢卡斯（1997年）、华金（1999年）和沙米尔（2003年）
- 第一次职业比赛：1988年9月25日，圣马丁将军城(德图库曼) 1 - 纽韦尔老男孩 0。
- 第一个职业联赛进球：1989年5月16日，纽韦尔老男孩 3 - 普拉滕斯 0。
- 第一次国家队比赛：1991年3月27日，巴西0 - 阿根廷1。
- 第一个国家队进球：1991年7月8日，阿根廷3 - 委内瑞拉 0。
- 上一次国家队比赛：2002年6月12日，阿根廷1 - 瑞典 1。
- 上一个国家队进球：2002年6月2日，阿根廷1 - 尼日利亚 0。

## 荣誉
球會
- 阿根廷甲組足球聯賽冠軍 河床 1989/1990赛季
- 意大利盃冠軍 费倫天拿 1995/1996赛季
- 意大利超級盃 费倫天拿 1996年
- 意甲冠军 罗马 2000－2001赛季
- 意大利超级杯 罗马 2001年

阿根廷國家隊
- 美洲國家盃冠軍 1991年、1993年
- 麒麟盃冠軍 1992年
- 洲際國家盃冠軍 1992年
- 阿特米奧·弗蘭基盃冠軍 1993年

個人
- 美洲國家盃最佳射手(6球)1991年
- 洲際國家盃最佳射手 1992年
- 意大利甲組足球聯賽最佳射手(26球)1994/1995賽季
- 美洲國家盃最佳射手(5球)1995年
- 意大利盃最佳射手 1995/1996賽季
- 世界盃銀靴獎 1998
- 阿根廷年度最佳球員 1998年
- 意甲年度最佳外籍球員 1999年
- 世界足球先生銅獎 1999
- 20世紀最偉大的100名足球運動員
- 卡塔爾足球聯賽最佳射手 2003/2004赛季